# The Sun Don’t Lie
A The Sun Don’t Lie Marcus Miller harmadik szólóalbuma. 1993. november 18-án jelent meg. A fúziós jazz stílusú stúdióalbumon közreműködik többek között Miles Davis, Paulinho Da Costa, David Sanborn, Sal Marquez, Vernon Reid, Tony Williams, Wayne Shorter és Kenny Garrett is. A dalokat egy kivétellel Miller írta; a Teen Town zeneszerzője Jaco Pastorius volt.

## Dallista
1. Panther                         6:02
2. Steveland                       7:21
3. Rampage                         5:48
4. The Sun Don’t Lie               6:29
5. Scoop                           5:59
6. Mr. Pastorius                   1:25
7. Funny (All She Needs Is Love)   5:25
8. Moons                           4:52
9. Teen Town                       4:55
10. Juju                            6:02
11. King Is Gone (For Miles)        6:05